# Lista de composições de Sandy

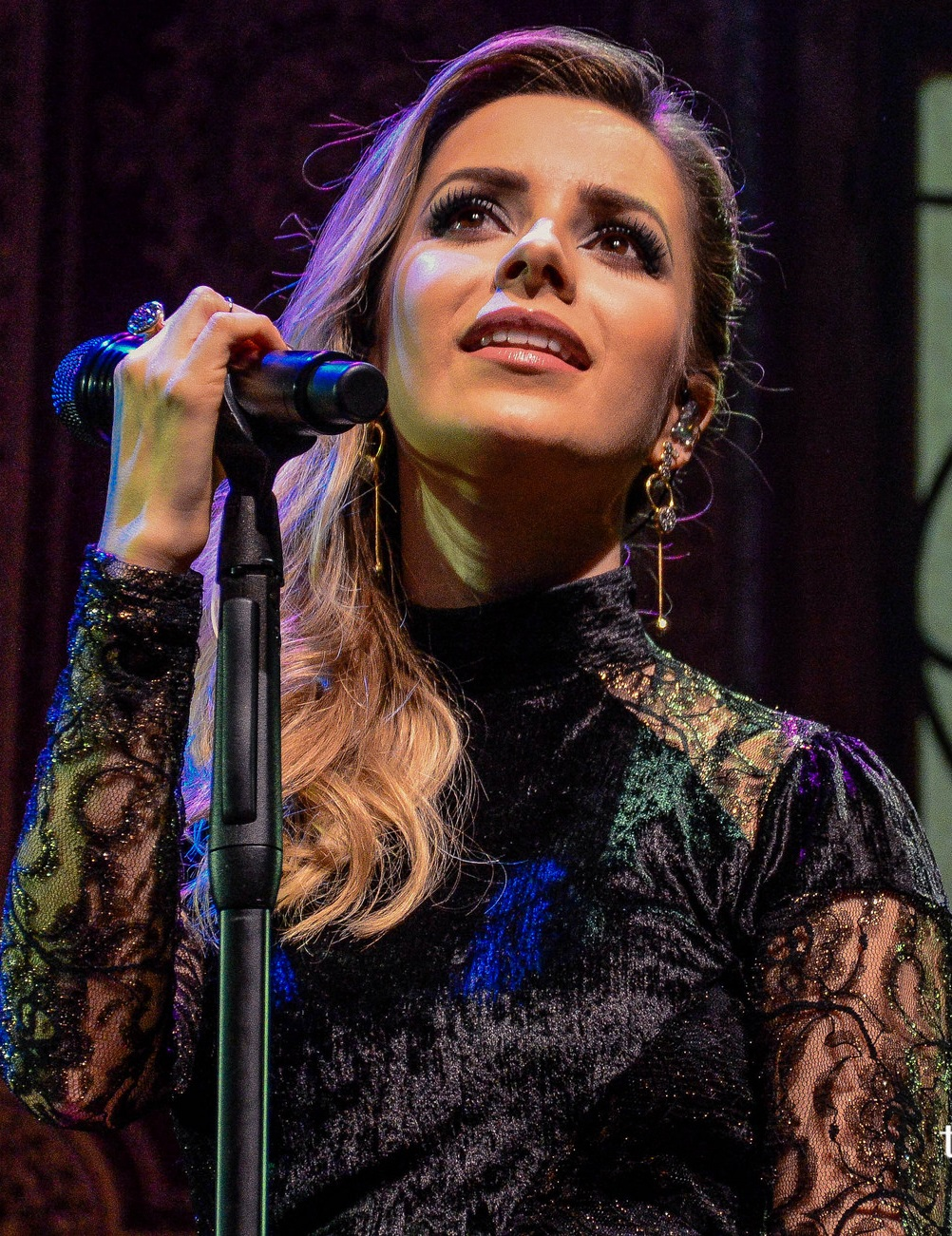
Sandy estreou como compositora no álbum As Quatro Estações (1999), onde assina a composição de "Olha o que o Amor Me Faz" e da faixa-título "As Quatro Estações". A cantora compôs todas as 13 faixas de seu álbum solo de estreia, Manuscrito (2010).

Lista de composições da cantora e compositora brasileira Sandy.

## #
- "18° (18 Graus)"[2]

## A
- "Adeus"[2]
- "Abri os Olhos"[2]
- "A Estrela Que Mais Brilhar"[2]
- "Agora Vem" (não lançada)[3]
- "Areia"[3]
- "Aquela dos 30"[4]
- "As Quatro Estações"[2]

## C
- "Colidiu"[5]

## D
- "Destinos"[2]
- "Discutível Perfeição"[2]
- "Dedilhada"[2]
- "Duras Pedras"[2]
- "Dias Iguais"[2]

## E
- "Encontro Casual" (interpretada por Chitãozinho & Xororó)[3]
- "Encanto"[2]
- "Entra Em Minha Vida" (não lançada)[3]
- "Ela/Ele"[2]
- "Escolho Você"[4]
- "Esconderijo"[2]
- "Eu Pra Você"[3]
- "Eu Só Preciso Ser"[3]

## G
- "Grito Mudo"[3]

## I
- "Ida Nem Volta"[2]
- "I Will Lift You Up"[6]

## L
- "Libertar"[2]

## M
- "Mais Um Rosto"[2]
- "Me Leve Com Você"[2]
- "Me Espera"[5]
- "Meu Canto (Prelúdio)"[5]
- "Me Liga" (interpretada por Vavá)[6]
- "Morada"[6]

## N
- "Não Dá Pra Não Pensar"[2]
- "Na Boa, Sem Chorar"[2]
- "Nas Mãos da Sorte"[2]
- "Ninguém É Perfeito"[4]
- "Nosso Nós"[3]
- "No Escuro"[3]

## O
- "Olha o que o Amor Me Faz"[2]
- "Olhos Meus"[4]
- "O Amor Nos Guiará"[2]
- "O Que Faltou Ser"[2]

## P
- "Pés Cansados"[2]
- "Perdida E Salva"[2]
- "Ponto Final"[4]
- "Pra Me Refazer"[7]

## Q
- "Quando Eu Era Vivo"[8]
- "Quando a Noite Cai"[8]
- "Que Amor É Esse"[3]
- "Quem Eu Sou"[2]

## R
- "Respirar"[3]
- "Replay"[2]
- "Razões Pra Sonhar"[2]
- "Refúgio"[4]

## S
- "Salto"[5]
- "Scandal"[9]
- "Segredo"[4]
- "Sem Jeito"[2]
- "Sim"[4]

## T
- "Tudo Pra Você"[2]
- "Tempo"[2]
- "Tão Comum"[2]

## U
- "Um Dia Bom, Um Dia Besta"[10]
- "Universo Reduzido"

## V
- "Você Pra Sempre (Inveja)"[2]
- "Vontade De Te Amar" (não lançada)[3]
- "Vida De Marola"[3]
- "Você Não Banca O Meu Sim"[2]